# 黃心穎
黃心穎（1989年1月23日—），香港女演員、歌手、節目主持，2012年度香港小姐競選亞軍，曾為無綫電視經理人合約藝員。其二姐黃心美也是藝人。

## 個人履歷
黃心穎原籍廣東惠州，1989年1月23日生於美國紐約，並在加拿大成長。先後就讀於Dr. Annie B. Jamieson Elementary School及Eric Hamber Secondary School。2012年，她於加拿大英屬哥倫比亞大學金融與國際商業學士畢業，並參選該年度《香港小姐競選》，最終奪得亞軍，後签约無綫電視而加入娱乐圈。2013年，黃心穎首度参演电视剧，客串台慶劇《On Call 36小時II》，同年代表香港參選世界小姐，並於才藝表演民族舞晉級12強。2014年，她獲得《YAHOO!搜尋人氣大獎2014》「搜尋人氣急升電視女藝人」，逐渐成为广告商和活动方的热门邀请对象，并获公司高层赏识出演台庆剧《东坡家事》。
2015年，黃心穎在《萬千星輝頒獎典禮2015》獲提名「飛躍進步女藝員」、「最受歡迎電視女角色」、「最佳女配角」及「最佳節目主持」，成為該年度獲提名最多的女艺人。2016年，她憑《我愛香港》及《學是學非》獲得《萬千星輝頒獎典禮2016》「最佳綜藝節目」以及「最佳資訊節目」两個奖项。2017年，黃心穎承認與演員馬國明交往；同年她憑劇集《與諜同謀》「卓敏莉（Mani）」一角獲得《星和無綫電視大獎2017》「我最愛TVB女配角」獎。
2018年，在《Good Night Show 全民造星》的30強進20強分組賽時，B組多位大熱選手被淘汰。而黃心穎更自爆追看對家節目，在IG留言支持選手Anson Lo。。
2019年4月16日，「安心事件」爆發，翌日於其個人社交平台作出書面道歉。4月26日，黃心穎以進修為名前往美國紐約。2019年11月，其主演的劇集《牛下女高音》進入結局篇，沉寂多時的黃心穎突然於Instagram上傳《牛下女高音》的劇本照，並重新開放留言功能，但只限部份人留言。同年12月14日，她在事發八個月後首度返港，在機場受訪時稱自己在美國只是進修，沒改名也沒轉行，但是否還要繼續演藝工作，目前仍未決定，此次返港只是為了陪家人。
2022年7月26日，黃心穎透露自己與無綫電視的藝員合約已結束，2023年2月才正式於無綫官網移除。
2023年，以歌手身份復出，正式推出首支個人單曲《Crown Me》。

## 感情生活
黃心穎与無綫電視藝員馬國明的戀情於2017年傳出，兩人經過一年互相了解，關係有進一步發展，於2018年慢慢默認戀情。
2019年，安心偷食事件被揭發後，有雜誌報道指，雖然黃心穎與馬國明的戀情日漸高調，但馬國明只是黃心穎結識更高層人士的跳板。同年7月，馬國明在接受《東網》採訪時證實已與黃心穎分手。
2020年2月12日，黃心穎被網民目擊與樂隊RubberBand（RB）的鼓手泥鯭（黎萬宏）同行逛街，而泥鯭有一名交往多年、2017年求婚成功的圈外人未婚妻，因此黃心穎被懷疑重蹈覆轍。新聞刊發後，黃心穎表示只是普通朋友相約逛街，泥鯭則稱與圈外未婚妻阿欣於去年低調分開，已回復單身。2022年7月26日，黃心穎承認與泥鯭交往。

## 爭議
黃心穎自參加《2012年度香港小姐競選》以來，其言行曾多次受到非議，並不時與男藝人傳出緋聞。最終在2019年因「安心偷食事件」而令其形象嚴重受損。

### 參選港姐事端
有雜誌報道，黃心穎於2012年參選香港小姐期間，為求出線而排擠個別佳麗。當選後亦被指喜歡結識「富二代」、夜間遊樂及吸煙，而受質疑及非議。
與工藤佑采不和
黃心穎於2018年9月曾被記者問及《2018年度香港小姐競選》參賽佳麗工藤佑采於被宣布落選後「黑面（板著臉）」伴舞時，黃認為工藤佑采的態度存在問題，並對工藤佑采表示極度失望。此言論其後被工藤佑采留言反駁，批評黃心穎「護主心切」，藉此博取曝光。而當黃心穎於2019年被揭發「安心偷食事件」後，則再次留言揶揄黄心穎的「乖乖女」以佔有「道德高地」形象都是假的，自己也不擅長阿諛奉承，而時間就是會證明一切。
安心偷食事件
2019年4月16日，蘋果日報播出影片，揭發當時已有男友的黃心穎在計程車車廂內與當時已婚男歌手許志安發生愛撫和接吻等親密行為，雙方備受批評。其後美聯社也報導該婚外情事件。
黃心穎在事件曝光後翌日於社交平台帳戶貼文致歉。她承認自己做了件非常錯誤及難以令人原諒的事，因而感到十分羞愧及歉疚，並且向所有受事件影響及受到傷害的人誠心由衷道歉。她表示犯下如此嚴重的過錯，實在無法面對自己、家人、男友(馬國明)、朋友、公司以及電視台同事。她希望外界能給予所有受牽連的人一些空間，並承諾將認真反省自己的過失，亦會接受懲罰及承擔後果。

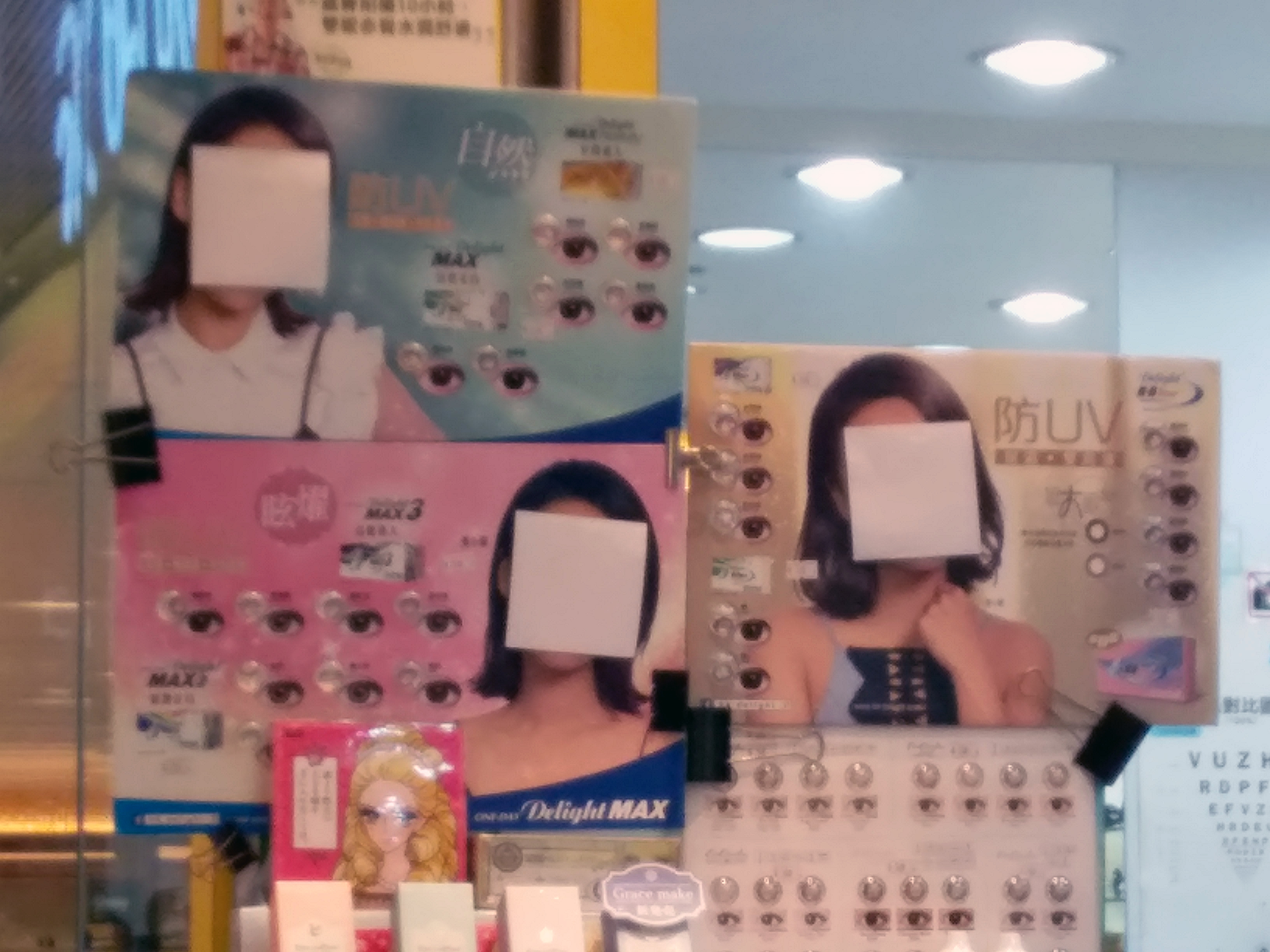
在事件發生後，有眼鏡店用白紙將黃心穎代言的隱形眼鏡產品廣告上的容貌覆蓋。

然而當黃心穎發出道歉聲明後，仍然有大批反對黃心穎的市民，到其代言品牌的社交網站內留言，要求有關品牌停止安排黃心穎擔任代言人，否則罷買該品牌之產品。亦有眼鏡店因應香港市面上反對黃心穎浪潮，而將其代言隱形眼鏡品牌廣告上的肖像以紙張遮蓋。受此事件影響，其胞姊黃心美原獲品牌贊助商安排拍攝兒童語言教育影碟宣傳片並於發佈會上播出，但該品牌最終以「為免模糊發佈會焦點」為由而取消播映。而黃心穎於事件後的公眾形象變得極為惡劣，即使個別藝人如森美及黎國輝在黃的道歉貼文讚好或留言鼓勵，亦會被網民在有關藝人的社交網站平台留言批評。
2019年4月19日，無綫電視助理總經理樂易玲到紅磡香港體育館出席旗下藝人吳業坤的演唱會，表示前一天曾與黃心穎聯絡，對方當時身處香港，但其情緒非常不穩定和經常哭泣，需由胞姊陪伴，故末能恢復演出工作，並希望能休息一段時期，當黃心穎準備好之後，會安排她公開現身交代事件。另因應該事件，電視台需重新安排涉及黃心穎的節目演出及推廣宣傳工作予其他藝員，亦須重新編排電視劇集的播映日程，而樂易玲亦表明黃心穎與電視台的合約仍有很長的有效期，故現時並無考慮過解除合約的選項。
事發後，黃心穎出演重要角色的戲劇《法證先鋒IV》、《牛下女高音》、《丫鬟大聯盟》等劇受其拖累，皆有不同程度的變動。《法證先鋒IV》中，黃心穎的戲份被抽起，由湯洛雯頂替並重新拍攝；《牛下女高音》、《丫鬟大聯盟》在最初被宣布無限期停播，後分別在九月及十二月宣布復播，前者成為無線52周年台慶劇之一。

## 軼聞
許志安與黃心穎出軌事件發生後，原已安排好檔期的《牛下女高音》被抽出檔期停播，但又在同年九月宣布復播，成為無線52周年台慶劇之一。《牛下女高音》劇中，黃心穎飾演的「白雪兒」對「大爆」老婆表示：
就算做得離譜，也一定不會跟他人丈夫出軌
角色台詞對比現實情況，令人感到諷刺，並在網路社群引起了一定的討論。

## 演出作品

### 電視劇（無綫電視）
| 首播   | 劇名             | 角色           |
| 2013年 | On Call 36小時II | 沈韻琴         |
| 2014年 | 點金勝手         | 周辛麗         |
| 2014年 | 再戰明天         | 文上游         |
| 2015年 | 師奶MADAM        | 呂 芳          |
| 2015年 | 以和為貴         | 胡姿柏／沈淑嫻 |
| 2015年 | 華麗轉身         | 羅子穎         |
| 2015年 | 東坡家事         | 蘇小妹         |
| 2016年 | 為食神探         | 周 晴          |
| 2017年 | 與諜同謀         | 卓敏莉         |
| 2017年 | 雜警奇兵         | 谷芷晴         |
| 2018年 | 宮心計2深宮計    | 甘若芊         |
| 2019年 | 牛下女高音       | 白雪兒         |
| 2019年 | 丫鬟大聯盟       | 月 盈          |
| 2020年 | 堅離地愛堅離地   | 丁信恩         |

### 主持節目（無綫電視）
| 首播   | 節目名                       | 合作主持                                                                                            |
| 2012年 | TVB凝聚力量節目巡禮2013      | 朱千雪、張名雅、黎耀祥                                                                              |
| 2012年 | 決戰一分鐘                   | 李克勤、林穎彤                                                                                      |
| 2013年 | 慈善星輝仁濟夜               | 崔建邦、陳倩揚、陳庭欣、陳國峰                                                                      |
| 2013年 | 港生活·港享受                | 李雪瑩                                                                                              |
| 2013年 | 明愛暖萬心                   | 陳倩揚、鄧梓峰                                                                                      |
| 2013年 | 學是學非                     | 李佳芯、梁嘉琪、麥美恩                                                                              |
| 2013年 | 度身訂造旅行團               | 黃山怡、朱千雪、金剛                                                                                |
| 2014年 | 夏·日·悠遊                   | 梁烈唯                                                                                              |
| 2014年 | 學是學非（第二輯）           | 李佳芯、梁嘉琪、麥美恩、湯洛雯、張秀文、森美                                                        |
| 2015年 | 明愛暖萬心                   | 王貽興、陳貝兒                                                                                      |
| 2015年 | 學是學非（第三輯）           | 李佳芯、梁嘉琪、麥美恩、湯洛雯、張秀文、森美                                                        |
| 2016年 | 學是學非（第四輯）           | 李佳芯、梁嘉琪、麥美恩、湯洛雯、張秀文、森美                                                        |
| 2016年 | 2016 TVB最受歡迎廣告頒獎典禮 | 陸浩明、區永權、麥美恩、朱智賢                                                                      |
| 2016年 | 我愛香港                     | 曾志偉、林曉峰、錢嘉樂、農夫、江欣燕、麥美恩、何雁詩、張惠雅、金剛 、吳家樂、洪天明、翟凱泰、蝦頭等 |
| 2017年 | 森美旅行團（第一輯）         | 森美、麥美恩、高海寧                                                                                |
| 2017年 | 學是學非（第五輯）           | 梁嘉琪、麥美恩、張秀文、湯洛雯、馮盈盈、張寶兒、劉穎鏇、鄺潔楹                                      |
| 2019年 | 博愛歡樂傳萬家               | 梁嘉琪、張秀文、張寶兒、何依婷                                                                      |

### 廣告
| 年份   | 內容                                      |
| 2013年 | 滴露滋潤倍護 （與唐詩詠、官恩娜合演）     |
| 2014年 | 滴露美肌天氣提示 （與唐詩詠、官恩娜合演） |
| 2016年 | 港鐵沙中綫/馬鞍山綫                       |
| 2016年 | 港鐵西鐵綫                                |
| 2016年 | 港鐵「鐵路2.0」（與馬時亨合演）           |
| 2016年 | 港鐵新東鐵綫列車                          |
| 2016年 | 港鐵廣深港高鐵香港段                      |
| 2017年 | Delight隱形眼鏡                           |

## 音樂作品

### 歌曲
| 日期   | 曲目                | 作曲   | 填詞   | 編曲                  | 監製                         | 備註                                        |
| 2014年 | We Are The Only One | 徐洛鏘 | 楊熙   | 徐洛鏘／韋景雲        | 左麟右李／韋景雲／Johnny Yim | 與TVB群星合唱                               |
| 2016年 | 乘風                | 徐洛鏘 | 楊熙   | 徐洛鏘                | 何哲圖／韋景雲               | 與TVB群星合唱                               |
| 2018年 | 到此一遊            | 張家誠 | 張美賢 | 徐洛鏘                | 何哲圖／韋景雲               | 與蔡思貝、邵珮詩、馮盈盈、張寶兒合唱        |
| 2018年 | 在心中              | 張家誠 | 張美賢 | 張家誠                | 何哲圖／韋景雲               | 《愛·回家之開心速遞》主題曲（第225至557集） |
| 2023年 | Crown Me            | 黃心穎 | 黃心穎 | 泥鯭／Him Hui／黃心穎 | 泥鯭／Him Hui／黃心穎        | 首支個人派台單曲                            |
| 2023年 | 沙包                | 黃心穎 | 黃心穎 | EDGAR HUNG／yikin lo  | 泥鯭／黃心穎                 |                                             |
| 2023年 | I Sleep             | 黃心穎 | 黃心穎 | Walter Kwan           | 泥鯭／黃心穎／Walter Kwan    |                                             |
| 2025年 | 看透世間美事        | 黃心穎 | 黃心穎 | Frankie Yip           | Jason Kui                    |                                             |

### 派台歌曲成績
| 派台歌曲成績         | 派台歌曲成績        | 派台歌曲成績 | 派台歌曲成績 | 派台歌曲成績 | 派台歌曲成績 | 派台歌曲成績                                    | 派台歌曲成績                                    |      |
| -------------------- | ------------------- | ------------ | ------------ | ------------ | ------------ | ----------------------------------------------- | ----------------------------------------------- | ---- |
| 唱片                 | 歌曲                | 903          | RTHK         | 997          | TVB          | 備註                                            | 備註                                            |      |
| 2014年               |                     |              |              |              |              |                                                 |                                                 |      |
|                      | We Are The Only One | ×            | ×            | ×            | 1            | 《2014 FIFA巴西世界盃》TVB主題曲 與TVB群星合唱  | 《2014 FIFA巴西世界盃》TVB主題曲 與TVB群星合唱  |      |
| 2016年               |                     |              |              |              |              |                                                 |                                                 |      |
|                      | 乘風                | ×            | ×            | ×            | 2            | 《TVB Amazing Summer 2016》主題曲 與TVB群星合唱 | 《TVB Amazing Summer 2016》主題曲 與TVB群星合唱 |      |
| 派台歌曲成績（五台） |                     |              |              |              |              |                                                 |                                                 |      |
| 唱片                 | 歌曲                | 903          | RTHK         | 997          | TVB          | ViuTV                                           | 備註                                            | 備註 |
| 2023年               |                     |              |              |              |              |                                                 |                                                 |      |
|                      | Crown Me（英）      | -            | ×            | -            | ×            | ×                                               | 首支個人派台單曲                                |      |
|                      | 沙包                | -            | ×            | -            | ×            | ×                                               |                                                 |      |
|                      | I Sleep             | -            | ×            | -            | ×            | ×                                               |                                                 |      |
| 2025年               |                     |              |              |              |              |                                                 |                                                 |      |
|                      | 看透世間美事        | -            | ×            | -            | ×            | ×                                               |                                                 |      |

| 各台冠軍歌總數 | 各台冠軍歌總數 | 各台冠軍歌總數 | 各台冠軍歌總數 | 各台冠軍歌總數    |
| -------------- | -------------- | -------------- | -------------- | ----------------- |
| 903            | RTHK           | 997            | TVB            | 備註              |
| 0              | 0              | 0              | 1              | 四台冠軍歌總數：0 |

- 仍在榜上（*）
- （×）無派往該台

## 曾获奖项與提名
| 年份   | 奖项                                     | 备注           |
| 2012年 | 《2012年度香港小姐竞选》亚军             |                |
| 2013年 | 《世界小姐》才艺12强                     |                |
| 2014年 | 《YAHOO!搜尋人氣大獎2014》               | 人氣急升女藝人 |
| 2016年 | 《萬千星輝頒獎典禮2016》 最佳綜藝節目    | 《我爱香港》   |
| 2016年 | 《萬千星輝頒獎典禮2016》 最佳資訊節目    | 《学是学非》   |
| 2017年 | 《星和無綫電視大獎2017》 我最愛TVB女配角 | 《与谍同谋》   |

## 外部連結
- 黃心穎的新浪微博
- 黃心穎的Instagram帳戶
- 黃心穎的Facebook專頁黃心穎

| 前任： 朱希敏 | 香港小姐競選亞軍 2012年 | 繼任： 蔡思貝 |